# Rocket Internet
Rocket Internet SE è un'impresa tedesca di servizi internet con sede a Berlino fondata nel 2007 dai tre fratelli Marc, Oliver e Alexander Samwer. La società possiede start up e partecipazioni azionarie in vari modelli di attività svolte su Internet di vendita al dettaglio.
Rocket Internet ha più di 30.000 impiegati nel mondo con la sua rete di società, che operano in 110 paesi.
La società possiede diverse compagnie tra cui: Foodpanda, HelloFresh, Jabong, Lazada Group, Zalando e Zalora.
Una delle startup possedute da Rocket Internet, un fornitore di pagamenti mobili chiamato Payleven, si è unito a SumUp. In questo modo la compagnia Rocket Internet è diventata parte degli investitori di Sumup, leader nel settore dei pagamenti digitali.